# A-League w piłce siatkowej mężczyzn (2009/2010)
A-League 2009/2010 – 58. sezon rozgrywek o mistrzostwo Holandii. Zainaugurowany został 17 października 2009 roku i trwał do wiosny 2010 roku.
W fazie zasadniczej 8 zespołów rozegrało mecze systemem każdy z każdym, mecz i rewanż.
W sezonie 2009/2010 w Pucharze CEV Holandię reprezentowało SV Dynamo Apeldoorn, a w Pucharze Challenge – AB Groningen/Lycurgus oraz Langhenkel Volley Doetinchem.

## Drużyny uczestniczące
| Drużyna                      | Miejsce w sezonie 2008/2009 | Miasto     | Uwagi            |
| ---------------------------- | --------------------------- | ---------- | ---------------- |
| Zadkine Rotterdam.Nesselande | złoto                       | Rotterdam  |                  |
| Langhenkel Volley Doetinchem | srebro                      | Doetinchem | Puchar CEV       |
| AB Groningen/Lycurgus        | brąz                        | Groningen  | Puchar Challenge |
| SV Dynamo Apeldoorn          | 4                           | Apeldoorn  | Puchar CEV       |
| Landstede Volleybal/VCZ      | 5                           | Zwolle     |                  |
| HvA Volleybal                | 6                           | Hoorn      |                  |
| BMC/SSS                      |                             | Barneveld  | beniaminek       |
| Webton Twente                |                             | Enschede   | beniaminek       |

## Faza zasadnicza

### Tabela wyników
|                              | Nesselande | Langhenkel | Lycurgus | Apeldoorn | Landstede | HvA | BMC/SSS | Twente |
| ---------------------------- | ---------- | ---------- | -------- | --------- | --------- | --- | ------- | ------ |
| Zadkine Rotterdam.Nesselande | –          | 0:3        | 0:3      | 0:3       | 2:3       | 3:0 | 3:1     | 3:0    |
| Langhenkel Volley Doetinchem | 3:0        | –          | 3:1      | 3:2       | 3:1       | 3:0 | 3:1     | 3:0    |
| AB Groningen/Lycurgus        | 3:0        | 2:3        | –        | 3:1       | 3:2       | 1:3 | 3:0     | 3:0    |
| SV Dynamo Apeldoorn          | 3:1        | 3:1        | 3:2      | –         | 2:3       | 3:1 | 3:0     | 3:0    |
| Landstede Volleybal/VCZ      | 0:3        | 3:2        | 3:2      | 3:2       | –         | 0:3 | 3:0     | 3:1    |
| HvA Volleybal                | 3:0        | 2:3        | 3:0      | 2:3       | 3:0       | –   | 3:0     | 3:0    |
| BMC/SSS                      | 3:0        | 2:3        | 0:3      | 0:3       | 2:3       | 1:3 | –       | 3:0    |
| Webton Twente                | 0:3        | 0:3        | 0:3      | 2:3       | 1:3       | 0:3 | 2:3     | –      |

| Drużyna gospodarzy wymieniona jest po lewej stronie tabeli. zwycięstwo gospodarzy zwycięstwo gości |

### Tabela fazy zasadniczej
| Poz.                                                                                  | Klub                         | Punkty | Mecze         | Mecze   | Mecze     | Rodzaj wyniku | Rodzaj wyniku | Rodzaj wyniku | Rodzaj wyniku | Rodzaj wyniku | Rodzaj wyniku | Sety         | Sety    | Sety      | Sety  | Małe punkty | Małe punkty | Małe punkty |
| Poz.                                                                                  | Klub                         | Punkty | liczba meczów | wygrane | przegrane | 3:0           | 3:1           | 3:2           | 2:3           | 1:3           | 0:3           | liczba setów | wygrane | przegrane | ratio | zdobyte     | stracone    | ratio       |
| ------------------------------------------------------------------------------------- | ---------------------------- | ------ | ------------- | ------- | --------- | ------------- | ------------- | ------------- | ------------- | ------------- | ------------- | ------------ | ------- | --------- | ----- | ----------- | ----------- | ----------- |
| 1                                                                                     | Langhenkel Volley Doetinchem | 33     | 14            | 12      | 2         | 5             | 3             | 4             | 1             | 1             | 0             | 56           | 39      | 17        | 2,29  | 1283        | 1176        | 1,09        |
| 2                                                                                     | SV Dynamo Apeldoorn          | 30     | 14            | 10      | 4         | 4             | 3             | 3             | 3             | 1             | 0             | 58           | 37      | 21        | 1,76  | 1313        | 1217        | 1,08        |
| 3                                                                                     | HvA Volleybal                | 29     | 14            | 9       | 5         | 7             | 2             | 0             | 2             | 1             | 2             | 49           | 32      | 17        | 1,88  | 1120        | 1016        | 1,10        |
| 4                                                                                     | AB Groningen/Lycurgus        | 26     | 14            | 8       | 6         | 6             | 1             | 1             | 3             | 2             | 1             | 53           | 32      | 21        | 1,52  | 1211        | 1147        | 1,06        |
| 5                                                                                     | Landstede Volleybal/VCZ      | 22     | 14            | 9       | 5         | 1             | 2             | 6             | 1             | 1             | 3             | 59           | 30      | 29        | 1,03  | 1275        | 1264        | 1,01        |
| 6                                                                                     | Zadkine Rotterdam.Nesselande | 16     | 14            | 5       | 9         | 4             | 1             | 0             | 1             | 1             | 7             | 46           | 18      | 28        | 0,64  | 996         | 993         | 1,00        |
| 7                                                                                     | BMC/SSS                      | 10     | 14            | 3       | 11        | 2             | 0             | 1             | 2             | 3             | 6             | 51           | 16      | 35        | 0,46  | 1089        | 1177        | 0,93        |
| 8                                                                                     | Webton Twente                | 2      | 14            | 0       | 14        | 0             | 0             | 0             | 2             | 2             | 10            | 48           | 6       | 42        | 0,14  | 871         | 1168        | 0,75        |
| Punktacja: 3:0 i 3:1 – 3 punkty, 3:2 – 2 punkty, 2:3 – 1 punkt, 1:3 i 0:3 – 0 punktów |                              |        |               |         |           |               |               |               |               |               |               |              |         |           |       |             |             |             |

## Kampioenspoule

### Tabela wyników
|                              | Langhenkel | Apeldoorn | HvA | Lycurgus |
| ---------------------------- | ---------- | --------- | --- | -------- |
| Langhenkel Volley Doetinchem | –          | 3:2       | 3:0 | 0:3      |
| SV Dynamo Apeldoorn          | 2:3        | –         | 2:3 | 3:1      |
| HvA Volleybal                | 0:3        | 1:3       | –   | 3:0      |
| AB Groningen/Lycurgus        | 3:1        | 3:0       | 3:0 | –        |

| Drużyna gospodarzy wymieniona jest po lewej stronie tabeli. zwycięstwo gospodarzy zwycięstwo gości |

### Wyniki meczów
|  |  | 1. KOLEJKA |  |
|  |  | ---------- |  |

| 6.02.2010 | AB Groningen/Lycurgus | 3:0 (25:14, 25:19, 25:21) | HvA Volleybal |

| 7.02.2010 | Langhenkel Volley Doetinchem | 3:2 (25:23, 25:22, 21:25, 22:25, 15:12) | SV Dynamo Apeldoorn |

|  |  | 2. KOLEJKA |  |
|  |  | ---------- |  |

| 13.02.2010 | HvA Volleybal | 0:3 (23:25, 23:25, 20:25) | Langhenkel Volley Doetinchem |

| 13.02.2010 | AB Groningen/Lycurgus | 3:0 (25:17, 27:25, 25:21) | SV Dynamo Apeldoorn |

|  |  | 3. KOLEJKA |  |
|  |  | ---------- |  |

| 20.02.2010 | Langhenkel Volley Doetinchem | 0:3 (19:25, 21:25, 20:25) | AB Groningen/Lycurgus |

| 20.02.2010 | SV Dynamo Apeldoorn | 2:3 (27:25, 20:25, 25:22, 23:25, 14:16) | HvA Volleybal |

|  |  | 4. KOLEJKA |  |
|  |  | ---------- |  |

| 27.02.2010 | HvA Volleybal | 1:3 (21:25, 23:25, 25:21, 17:25) | SV Dynamo Apeldoorn |

| 27.02.2010 | AB Groningen/Lycurgus | 3:1 (25:23, 23:25, 25:23, 25:22) | Langhenkel Volley Doetinchem |

|  |  | 5. KOLEJKA |  |
|  |  | ---------- |  |

| 6.03.2010 | HvA Volleybal | 3:0 (25:23, 25:20, 32:30) | AB Groningen/Lycurgus |

| 6.03.2010 | SV Dynamo Apeldoorn | 2:3 (21:25, 25:17, 22:25, 25:20, 9:15) | Langhenkel Volley Doetinchem |

|  |  | 6. KOLEJKA |  |
|  |  | ---------- |  |

| 13.03.2010 | Langhenkel Volley Doetinchem | 3:0 (25:20, 25:23, 25:23) | HvA Volleybal |

| 13.03.2010 | SV Dynamo Apeldoorn | 3:1 (24:26, 25:22, 25:23, 25:20) | AB Groningen/Lycurgus |

### Tabela
| Poz.                                                                                  | Klub                         | Punkty | Mecze         | Mecze   | Mecze     | Rodzaj wyniku | Rodzaj wyniku | Rodzaj wyniku | Rodzaj wyniku | Rodzaj wyniku | Rodzaj wyniku | Sety         | Sety    | Sety      | Sety  | Małe punkty | Małe punkty | Małe punkty |
| Poz.                                                                                  | Klub                         | Punkty | liczba meczów | wygrane | przegrane | 3:0           | 3:1           | 3:2           | 2:3           | 1:3           | 0:3           | liczba setów | wygrane | przegrane | ratio | zdobyte     | stracone    | ratio       |
| ------------------------------------------------------------------------------------- | ---------------------------- | ------ | ------------- | ------- | --------- | ------------- | ------------- | ------------- | ------------- | ------------- | ------------- | ------------ | ------- | --------- | ----- | ----------- | ----------- | ----------- |
| 1                                                                                     | AB Groningen/Lycurgus        | 12     | 6             | 4       | 2         | 3             | 1             | 0             | 0             | 1             | 1             | 20           | 13      | 7         | 1,86  | 489         | 451         | 1,08        |
| 2                                                                                     | Langhenkel Volley Doetinchem | 10     | 6             | 4       | 2         | 2             | 0             | 2             | 0             | 1             | 1             | 23           | 13      | 10        | 1,30  | 513         | 514         | 0,10        |
| 3                                                                                     | SV Dynamo Apeldoorn          | 9      | 6             | 2       | 4         | 0             | 2             | 0             | 3             | 0             | 1             | 26           | 12      | 14        | 0,86  | 576         | 577         | 0,10        |
| 4                                                                                     | HvA Volleybal                | 5      | 6             | 2       | 4         | 1             | 0             | 1             | 0             | 1             | 3             | 21           | 7       | 14        | 0,50  | 467         | 503         | 0,93        |
| Punktacja: 3:0 i 3:1 – 3 punkty, 3:2 – 2 punkty, 2:3 – 1 punkt, 1:3 i 0:3 – 0 punktów |                              |        |               |         |           |               |               |               |               |               |               |              |         |           |       |             |             |             |

## Degradatiepoule

### Tabela wyników
|                              | Landstede | Nesselande | BMC/SSS | Twente |
| ---------------------------- | --------- | ---------- | ------- | ------ |
| Landstede Volleybal/VCZ      | –         | 3:2        | 3:0     | 3:0    |
| Zadkine Rotterdam.Nesselande | 1:3       | –          | 3:0     | 3:0    |
| BMC/SSS                      | 3:2       | 0:3        | –       | 3:0    |
| Webton Twente                | 0:3       | 1:3        | 0:3     | –      |

| Drużyna gospodarzy wymieniona jest po lewej stronie tabeli. zwycięstwo gospodarzy zwycięstwo gości |

### Wyniki meczów
|  |  | 1. KOLEJKA |  |
|  |  | ---------- |  |

| 6.02.2010 | Landstede Volleybal/VCZ | 3:0 (25:22, 25:9, 25:14) | Webton Twente |

| 6.02.2010 | BMC/SSS | 0:3 (15:25, 20:25, 18:25) | Zadkine Rotterdam.Nesselande |

|  |  | 2. KOLEJKA |  |
|  |  | ---------- |  |

| 12.02.2010 | Zadkine Rotterdam.Nesselande | 3:0 (25:15, 25:17, 25:22) | Webton Twente |

| 13.02.2010 | BMC/SSS | 3:2 (25:21, 25:13, 22:25, 22:25, 15:13) | Landstede Volleybal/VCZ |

|  |  | 3. KOLEJKA |  |
|  |  | ---------- |  |

| 20.02.2010 | Webton Twente | 0:3 (22:25, 14:25, 20:25) | BMC/SSS |

| 20.02.2010 | Landstede Volleybal/VCZ | 3:2 (25:19, 25:20, 19:25, 18:25, 15:12) | Zadkine Rotterdam.Nesselande |

|  |  | 4. KOLEJKA |  |
|  |  | ---------- |  |

| 26.02.2010 | Zadkine Rotterdam.Nesselande | 1:3 (25:20, 21:25, 18:25, 21:25) | Landstede Volleybal/VCZ |

| 27.02.2010 | BMC/SSS | 3:0 (26:24, 25:18, 25:18) | Webton Twente |

|  |  | 5. KOLEJKA |  |
|  |  | ---------- |  |

| 5.03.2010 | Zadkine Rotterdam.Nesselande | 3:0 (25:22, 25:23, 25:21) | BMC/SSS |

| 6.03.2010 | Webton Twente | 0:3 (9:25, 18:25, 22:25) | Landstede Volleybal/VCZ |

|  |  | 6. KOLEJKA |  |
|  |  | ---------- |  |

| 13.03.2010 | Webton Twente | 1:3 (25:19, 21:25, 23:25, 16:25) | Zadkine Rotterdam.Nesselande |

| 14.03.2010 | Landstede Volleybal/VCZ | 3:0 (25:21, 25:20, 25:21) | BMC/SSS |

### Tabela
| Poz.                                                                                  | Klub                         | Punkty | Mecze         | Mecze   | Mecze     | Rodzaj wyniku | Rodzaj wyniku | Rodzaj wyniku | Rodzaj wyniku | Rodzaj wyniku | Rodzaj wyniku | Sety         | Sety    | Sety      | Sety  | Małe punkty | Małe punkty | Małe punkty |
| Poz.                                                                                  | Klub                         | Punkty | liczba meczów | wygrane | przegrane | 3:0           | 3:1           | 3:2           | 2:3           | 1:3           | 0:3           | liczba setów | wygrane | przegrane | ratio | zdobyte     | stracone    | ratio       |
| ------------------------------------------------------------------------------------- | ---------------------------- | ------ | ------------- | ------- | --------- | ------------- | ------------- | ------------- | ------------- | ------------- | ------------- | ------------ | ------- | --------- | ----- | ----------- | ----------- | ----------- |
| 1                                                                                     | Landstede Volleybal/VCZ      | 15     | 6             | 5       | 1         | 3             | 1             | 1             | 1             | 0             | 0             | 23           | 17      | 6         | 2,83  | 519         | 451         | 1,15        |
| 2                                                                                     | Zadkine Rotterdam.Nesselande | 13     | 6             | 4       | 2         | 3             | 1             | 0             | 1             | 1             | 0             | 22           | 15      | 7         | 2,14  | 505         | 455         | 1,11        |
| 3                                                                                     | BMC/SSS                      | 8      | 6             | 3       | 3         | 2             | 0             | 1             | 0             | 0             | 3             | 20           | 9       | 11        | 0,82  | 441         | 438         | 1,01        |
| 4                                                                                     | Webton Twente                | 0      | 6             | 0       | 6         | 0             | 0             | 0             | 0             | 1             | 5             | 19           | 1       | 18        | 0,06  | 349         | 470         | 0,74        |
| Punktacja: 3:0 i 3:1 – 3 punkty, 3:2 – 2 punkty, 2:3 – 1 punkt, 1:3 i 0:3 – 0 punktów |                              |        |               |         |           |               |               |               |               |               |               |              |         |           |       |             |             |             |

## Faza play-off

### Półfinały
(do dwóch zwycięstw)
| 21.03.2010 | AB Groningen/Lycurgus | 0:3 (20:25, 16:25, 23:25) | HvA Volleybal |

| 27.03.2010 | HvA Volleybal | 3:2 (21:25, 25:20, 21:25, 25:20, 15:13) | AB Groningen/Lycurgus |

| 21.03.2010 | Langhenkel Volley Doetinchem | 1:3 (25:15, 21:25, 23:25, 24:26) | SV Dynamo Apeldoorn |

| 26.03.2010 | SV Dynamo Apeldoorn | 3:1 (25:19, 25:17, 21:25, 26:24) | Langhenkel Volley Doetinchem |

### Mecze o 3. miejsce
(do dwóch zwycięstw)
| 23.04.2010 | AB Groningen/Lycurgus | 3:0 (34:32, 25:22, 25:20) | Langhenkel Volley Doetinchem |

| 28.04.2010 | Langhenkel Volley Doetinchem | 2:3 (25:15, 25:18, 27:29, 17:25, 11:15) | AB Groningen/Lycurgus |

### Finały
(do trzech zwycięstw)
| 24.04.2010 | HvA Volleybal | 2:3 (25:19, 25:27, 23:25, 25:20, 11:15) | SV Dynamo Apeldoorn |

| 25.04.2010 | SV Dynamo Apeldoorn | 1:3 (31:29, 21:25, 21:25, 20:25) | HvA Volleybal |

| 28.04.2010 | HvA Volleybal | 0:3 (22:25, 18:25, 21:25) | SV Dynamo Apeldoorn |

| 1.05.2010 | SV Dynamo Apeldoorn | 3:0 (25:20, 25:21, 25:14) | HvA Volleybal |

## Faza play-out

### Mecze o miejsca 5-8
(do dwóch zwycięstw)
| 20.03.2010 | Landstede Volleybal/VCZ | 3:1 (23:25, 25:13, 25:12, 25:16) | Webton Twente |

| 27.03.2010 | Webton Twente | 0:3 (22:25, 10:25, 18:25) | Landstede Volleybal/VCZ |

| 19.03.2010 | Zadkine Rotterdam.Nesselande | 3:0 (25:15, 25:20, 25:19) | BMC/SSS |

| 27.03.2010 | BMC/SSS | 1:3 (25:23, 18:25, 20:25, 27:29) | Zadkine Rotterdam.Nesselande |

### Mecze o 5. miejsce
(do dwóch zwycięstw)
| 3.04.2010 | Landstede Volleybal/VCZ | 0:3 (21:25, 22:25, 21:25) | Zadkine Rotterdam.Nesselande |

| 11.04.2010 | Zadkine Rotterdam.Nesselande | 3:0 (25:19, 25:17, 25:16) | Landstede Volleybal/VCZ |

### Mecze o 7. miejsce
(do dwóch zwycięstw)
| 3.04.2010 | BMC/SSS | 3:0 (25:17, 25:21, 25:9) | Webton Twente |

| 8.04.2010 | Webton Twente | 3:0 (25:23, 25:20, 25:20) | BMC/SSS |

| 17.04.2010 | Webton Twente | 3:2 (24:26, 25:16, 25:20, 16:25, 15:13) | BMC/SSS |

## Klasyfikacja końcowa
| Miejsce | Zespół                       | Uwagi                |
| ------- | ---------------------------- | -------------------- |
| złoto   | SV Dynamo Apeldoorn          | Liga Mistrzów        |
| 2.      | HvA Volleybal                | Puchar CEV           |
| 3.      | AB Groningen/Lycurgus        | Puchar Challenge     |
| 4.      | Langhenkel Volley Doetinchem | Puchar Challenge     |
| 5.      | Zadkine Rotterdam.Nesselande |                      |
| 6.      | Landstede Volleybal/VCZ      |                      |
| 7.      | Webton Twente                |                      |
| 8.      | BMC/SSS                      | spadek do 1e divisie |